# 오노정 (아이치현 야나군)
오노정(大野町)은 아이치현 야나군에 설치되었던 정이다. 현재의 신시로시에 해당한다.